# Okręg wyborczy Glasgow Gorbals
Okręg wyborczy Glasgow Gorbals powstał w 1918 r. i wysyłał do brytyjskiej Izby Gmin jednego deputowanego. Okręg położony był w mieście Glasgow. Został zlikwidowany w 1974 r.

## Deputowani do brytyjskiej Izby Gmin z okręgu Glasgow Gorbals
- 1918–1922: George Nicoll Barnes, Partia Narodowo-Demokratyczna
- 1922–1948: George Buchanan, Partia Pracy, od 1931 r. Niezależna Partia Pracy
- 1948–1969: Alice Cullen, Partia Pracy
- 1969–1974: Francis McElhone, Partia Pracy